# 海因里希·克魯茲
海因里希·克魯茲（Heinrich Carl Friedrich Kreutz，1854年9月8日—1907年7月13日）是德國天文學家，最著名的事蹟是他對許多掠日彗星的觀察，並判斷出這些天體都是數百年前一顆更大彗星在分裂破碎之後產生。 這種彗星現在被稱為克魯茲族彗星，其中包含許多非常明亮的大彗星，例如1843年大彗星和1882年大彗星。

## 生平
海因里希·克魯茲於1854年出生於席根，並於1880年以1861年大彗星軌道研究在波恩大學獲得博士學位。1882年，他搬到基爾，隨後在當地天文台和基爾大學工作。 1896年，他成為當時天文學期刊《天文新聞》（Astronomische Nachrichten）的編輯直到1907年去世為止。

## 榮譽
盧波什·科胡特克於1981年發現的小行星3635以他的名字命名。

## 文獻
- Obituary - 1907, Publications of the Astronomical Society of the Pacific, v. 19, p. 248

## 外部連結
- Biography from SEDS